# High Barbary
High Barbary, eller Coast of High Barbary, är en traditionell shanty som sjungits av brittiska och amerikanska sjömän. Den handlar om ett segelfartyg som råkar ut för pirater utanför Barbareskkusten. Piraterna besegras och lämnas att drunkna.
En tidig version av sången återfinns i "Stationers' Register" den 14 januari 1595 och berättar om två handelsfartyg, George Aloe och Sweepstake, som båda är på väg till Safi i Marocko. Medan George Aloe låg för ankar seglade Sweepstake vidare, men ett franskt skepp attackerade Sweepstake och kastade besättningen över bord. George Aloe tog upp jakten och besegrade det franska skeppet, vars besättning inte skonades. Den vanligaste texten handlar dock om de problem som de europeiska och nordamerikanska handelsflottorna hade med nordafrikanska pirater under 1700-talets andra hälft och 1800-talets början, vilket ledde till de så kallade Barbareskkrigen.